# Vícenásobné účastnické číslo
Vícenásobné účastnické číslo (anglicky Multiple Subscriber Number, MSN) je doplňková služba poskytovaná v sítích ISDN (Integrated Services Digital Network). Pro Euro–ISDN je závazná.
Umožňuje připojit k jednomu rozhraní pro základní přístup (anglicky Basic Rate Interface, BRI) ISDN několik (maximálně 16, podle jiných pramenů 8) zařízení (telefon, modem, fax), a každému přiřadit jiné telefonní číslo. Tato čísla se přidělují z rozsahu přiděleného operátorovi. Někteří operátoři přidělují 3 MSN ke každému BRI a další se musí přikoupit.
Výhody MSN jsou:
- Odstraňuje potřebu používat pobočkovou ústřednu nebo komunikaci s telefonním operátorem na ústředně.
- Je to levnější než nákup tolika telefonních linek od operátora, kolik je vnitřních uživatelů. Například, při připojení pěti účastníků se platí operátorovi pouze jedna ISDN linka a případně poplatek za používání 4 MSN, což by mělo být výhodnější než platit 5 linek.

Při použití MSN lze na ISDN telefonu nastavit, jaké telefonní číslo bude používat pro odchozí volání a pro jaká příchozí číslo bude vyzvánět. Bez tohoto nastavení bude vyzvánět pro všechna MSN přiřazená příslušné přípojce.